# Kondensationsreaktion
En kondensationsreaktion er en kemisk reaktion hvor to molekyler eller funktionelle grupper kombinerer til et molekyle, under fraspaltning af et mindre molekyle (ofte vand).
Et stort antal kondensationsreaktioner anvendes i syntetisk organisk kemi. Andre eksempler inkluderer:
- Acyloinkondensation
- Aldolkondensation
- Benzoinkondensation (er ikke en egentlig kondensation)
- Claisen-kondensation
- Claisen-Schmidt-kondensation
- Darzens-kondensation (glycidic ester kondensation)
- Dieckmann-kondensation
- Guareschi-Thorpe-kondensation
- Knoevenagel-kondensation
- Michael-kondensation
- Pechmann-kondensation
- Rap-Stoermer-kondensation
- Selvkondensation eller symmetrisk aldolkondensation
- Ullmannkondensation
- Ziegler-kondensation

| Kemi | Spire Denne artikel om kemi er en spire som bør udbygges. Du er velkommen til at hjælpe Wikipedia ved at udvide den. |